# Scott City (Kansas)
Scott City és una població dels Estats Units a l'estat de Kansas. Segons el cens del 2000 tenia 3.855 habitants.

## Demografia
Segons el cens del 2000, Scott City tenia 3.855 habitants, 1.595 habitatges, i 1.060 famílies. La densitat de població era de 689,1 habitants/km².
Dels 1.595 habitatges en un 31,2% hi vivien nens de menys de 18 anys, en un 56,6% hi vivien parelles casades, en un 7,4% dones solteres, i en un 33,5% no eren unitats familiars. En el 30,5% dels habitatges hi vivien persones soles el 15,4% de les quals corresponia a persones de 65 anys o més que vivien soles. El nombre mitjà de persones vivint en cada habitatge era de 2,36 i el nombre mitjà de persones que vivien en cada família era de 2,96.
Per edats la població es repartia de la següent manera: un 26% tenia menys de 18 anys, un 6,5% entre 18 i 24, un 25,1% entre 25 i 44, un 23,8% de 45 a 60 i un 18,5% 65 anys o més.
L'edat mediana era de 40 anys. Per cada 100 dones de 18 o més anys hi havia 91,5 homes.
La renda mediana per habitatge era de 36.047 $ i la renda mediana per família de 48.750 $. Els homes tenien una renda mediana de 32.287 $ mentre que les dones 19.900 $. La renda per capita de la població era de 19.227 $. Entorn del 2,8% de les famílies i el 6,8% de la població estaven per davall del llindar de pobresa.

## Poblacions més properes
El següent diagrama mostra les poblacions més properes.